# 猪头粽

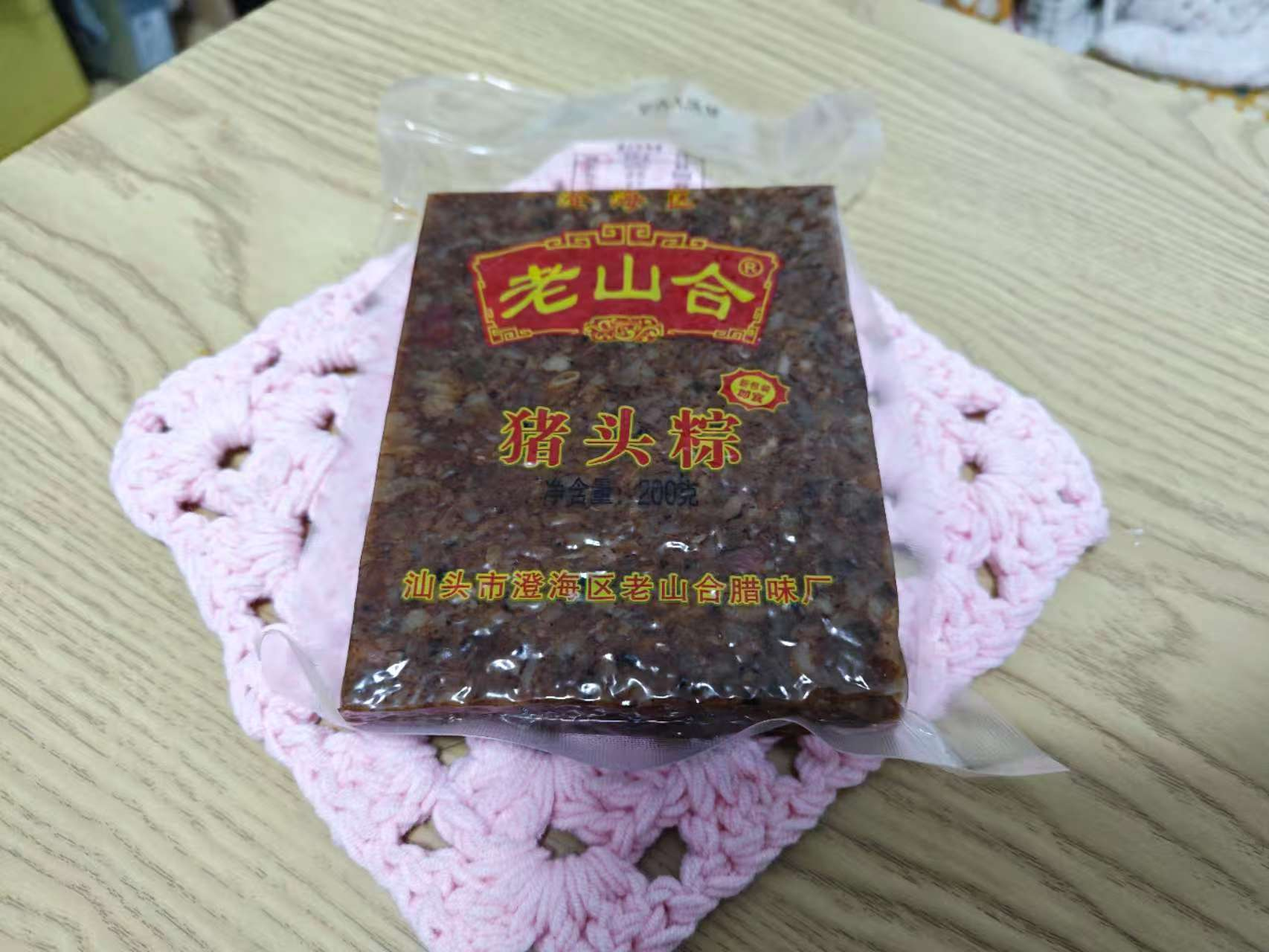
真空包装的猪头粽

猪头粽（又称首花）是一种起源于广东省汕头市澄海区的传统小吃，主要原料为猪头肉和猪皮。虽名称中带有“粽”字，但主料并非糯米，形状为片状而非使用粽叶包成三角形或长方形，也并非只在端午节制作，因此其实并非一种通常意义上的粽子，而是一种腊味制品。

## 制作方法
将猪头肉卤制后绞碎，加入鱼露、酱油、川椒、丁香、桂皮、八角、肉桂等香料煮至软熟、释放出胶质，填满至模具中后放重物压榨，挤出猪油和水份，冷藏结成胶状后切片。